# Grenada na Letnich Igrzyskach Olimpijskich 2016
Grenadę na Letnich Igrzyskach Olimpijskich 2016 w Rio de Janeiro reprezentowało 7 sportowców. Był to dziewiąty start Grenady na letnich igrzyskach olimpijskich.

## Zdobyte medale
| Medal  | Zawodnik     | Dyscyplina    | Konkurencja            | Rezultat | Data        |
| ------ | ------------ | ------------- | ---------------------- | -------- | ----------- |
| Srebro | Kirani James | Lekkoatletyka | bieg na 400 m mężczyzn | 43,76    | 14 sierpnia |

## Reprezentanci

### Lekkoatletyka

#### Kobiety
Konkurencje biegowe
| Konkurencja   | Zawodniczka    | Runda 1  | Runda 1 | Runda 2  | Runda 2 | Półfinał | Półfinał | Finał    | Finał   |
| Konkurencja   | Zawodniczka    | Rezultat | Pozycja | Rezultat | Pozycja | Rezultat | Pozycja  | Rezultat | Pozycja |
| ------------- | -------------- | -------- | ------- | -------- | ------- | -------- | -------- | -------- | ------- |
| Bieg na 400 m | Kanika Beckles | 52,41    | 32.     | —        | —       | NQ       | NQ       | NQ       | NQ      |

#### Mężczyźni
Konkurencje biegowe
| Konkurencja   | Zawodnik      | Runda 1  | Runda 1 | Runda 2  | Runda 2 | Półfinał | Półfinał | Finał    | Finał   |
| Konkurencja   | Zawodnik      | Rezultat | Pozycja | Rezultat | Pozycja | Rezultat | Pozycja  | Rezultat | Pozycja |
| ------------- | ------------- | -------- | ------- | -------- | ------- | -------- | -------- | -------- | ------- |
| Bieg na 400 m | Kirani James  | 44,93    | 1.      | —        | —       | 44,02    | 1.       | 43,76    | srebro  |
| Bieg na 400 m | Bralon Taplin | 45,15    | 4.      | —        | —       | 44,44    | 4.       | 44,45    | 7.      |

Konkurencje techniczne
| Konkurencja   | Zawodnik      |          | 100 m | Skok w dal | Pchnięcie kulą | Skok wzwyż | 400 m | 110 m ppł | Rzut dyskiem | Skok o tyczce | Rzut oszczepem | 1500 m  | Wynik | Pozycja |
| ------------- | ------------- | -------- | ----- | ---------- | -------------- | ---------- | ----- | --------- | ------------ | ------------- | -------------- | ------- | ----- | ------- |
| Dziesięciobój | Kurt Felix    | Rezultat | 10,93 | 7,42       | 14,77          | 2,07       | 49,14 | 14,79     | 45,10        | 4,50          | 69,92          | 4:30,53 | 8323  | 9.      |
| Dziesięciobój | Kurt Felix    | Punkty   | 876   | 915        | 776            | 868        | 855   | 875       | 769          | 760           | 888            | 741     | 8323  | 9.      |
| Dziesięciobój | Lindon Victor | Rezultat | 10,83 | 7,11       | 14,80          | 1,98       | 49,80 | 15,74     | 53,24        | 4,40          | 63,54          | 4:44,73 | 7998  | 16.     |
| Dziesięciobój | Lindon Victor | Punkty   | 899   | 840        | 777            | 785        | 824   | 762       | 938          | 731           | 791            | 651     | 7998  | 16.     |

### Pływanie
Kobiety
| Zawodniczka       | Konkurencja          | Eliminacje | Eliminacje | Półfinał | Półfinał | Finał | Finał   |
| Zawodniczka       | Konkurencja          | Czas       | Miejsce    | Czas     | Miejsce  | Czas  | Miejsce |
| ----------------- | -------------------- | ---------- | ---------- | -------- | -------- | ----- | ------- |
| Oreoluwa Cherebin | 100 m st. motylkowym | 1:10,40    | 42.        | NQ       | NQ       | NQ    | NQ      |

Mężczyźni
| Zawodnik         | Konkurencja          | Eliminacje | Eliminacje | Półfinał | Półfinał | Finał | Finał   |
| Zawodnik         | Konkurencja          | Czas       | Miejsce    | Czas     | Miejsce  | Czas  | Miejsce |
| ---------------- | -------------------- | ---------- | ---------- | -------- | -------- | ----- | ------- |
| Corey Ollivierre | 100 m st. klasycznym | 1:08,68    | 46.        | NQ       | NQ       | NQ    | NQ      |